# Jonathan Rambour
Jonathan Rambour (né à Nice le 18 août 1983) est un culturiste français.

## Statistiques
- Taille : 1,83 m
- Poids : environ 100 kg

## Titres remportés
1. Champion de France Junior de bodybuilding I.F.B.B. 2003 à Carcassonne
2. Champion de France Junior de bodybuilding I.F.B.B. 2004 à Valras
3. Champion de France Junior de bodybuilding I.B.F.A. 2006 à Levens
4. Mr Univers Junior I.B.F.A. 2006 à Sapri (Italie)